# Bernhard van Saksen-Meiningen (1901-1984)
Bernhard Frederik Julius Hendrik van Saksen-Meiningen (Keulen, 30 juni 1901 - Bad Krozingen, 4 oktober 1984) was het hoofd van Saksen-Meiningen van 1946 tot zijn dood. Hij was een neef van de Nederlandse prins Bernhard.
Hij was de zoon van Frederik van Saksen-Meiningen en Adelheid van Lippe-Biesterfeld. Na de dood van zijn broer George in 1946, wiens enige zoon Frederik Alfred afzag van de opvolging omdat hij kartuizer monnik was, volgde Bernhard hem op als hoofd van het huis alsook als nominaal hertog van Saksen-Meiningen. 
Bernhard trouwde op 25 april 1931 morganatisch met Margot Grössler. Zij kregen twee kinderen:
- Feodora van Saksen-Meiningen (1932)
- Frederik Ernst  (1935–2004), gehuwd met eerst Ehrengard of Massow, en later met Beatrix van Saksen-Coburg-Gotha

Het paar scheidde in 1947. Hierop sloot Bernhard een niet-morganatisch huwelijk met Vera Baronesse Schäffer von Bernstein. Zij kregen nog drie kinderen:
- Eleonore Adelheid (1950)
- Frederik Coenraad (1952)
- Almut (1959)